# Битва за Коралловое море (фильм)
«Битва за Коралловое море» (англ. Battle of the Coral Sea) — военный художественный фильм-драма США 1959 года, снятый режиссёром Полом Уэндкосом на киностудии Columbia Pictures.
Премьера в США состоялась 23 октября 1959 года.

## Сюжет
Фильм повествует об эпизоде в ходе подготовки к одной из самых значительных морских битв на тихоокеанском театре действий Второй мировой войны. 1942 год. Командир подводной лодки Джефф Конуэй, успешно закончив разведку местоположения японских объектов, кораблей, подлодок и авианосцев в Коралловом море, возвращается на базу, но его субмарина повреждена. Он вынужден сдаться. Членов экипажа берёт в плен жестокий коммандер Мори и помещает их на вражескую военную базу на острове. Японцы пытают пленников, с помощью британских и австралийских заключенных экипаж делает попытку бежать.
Если им удастся побег, они смогут доставить важные сведения своему командованию, и это склонит чашу весов в предстоящей битве в пользу США.
Фильм заканчивается документальными кадрами сражения в Коралловом море, подразумевая, что победа стала возможной благодаря информации, доставленной подводниками командованию США.

## В ролях
- Клифф Робертсон — Джефф Конуэй, командир подводной лодки США
- Джиа Скала — Карен Филлипс
- Тэру Симада — коммандер Мори
- Патриция Каттс — лейтенант Пег Уитком
- Джин Блэйкли — лейтенант Лен Росс
- Райан Гаррик — Ал Шехтер
- Л. К. Джонс — Йомен Холлидей
- Робин Хьюз — майор Джемми Харрис
- Гордон Джонс — торпедист Бейтс
- Том Лофлин — Франклин
- Эйдзи Ямаширо — Ошикава
- Патрик Уэствуд — Саймс
- Джеймс Т. Гото — капитан Ямадзаки
- Карлайл Митчелл — адмирал МакКейб
- Ларри Тор — майор

Съёмки фильма происходили на о. Санта-Каталина (Калифорния), и Нормандских островах у побережья Калифорнии.